# Europese kampioenschappen judo 1983 (vrouwen)
De Europese kampioenschappen judo 1983 werden op 5 en 6 maart 1983 gehouden in Genua, Italië. 

## Resultaten
| Gewichtsklasse | Goud               | Zilver             | Brons                               |
| -------------- | ------------------ | ------------------ | ----------------------------------- |
| – 48 kg        | Karen Briggs       | Anna-Maria Valvano | Birgit Friedrich Fabienne Boffin    |
| – 52 kg        | Loretta Doyle      | Pascale Doger      | Edith Hrovat Patrizia Montaguti     |
| – 56 kg        | Gerda Winklbauer   | Regina Philips     | Liesbeth Beeks Béatrice Rodriguez   |
| – 61 kg        | Ann Hughes         | Gabi Ritschel      | Martine Rottier Herta Reiter        |
| – 66 kg        | Laura Di Toma      | Dawn Netherwood    | Gertrude Kranzl Alexandra Schreiber |
| – 72 kg        | Ingrid Berghmans   | Véronique Vigneron | Barbara Claßen Karin Posch          |
| + 72 kg        | Maria Teresa Motta | Nathalie Lupino    | Helen Wantling Marjolein van Unen   |
| Open           | Ingrid Berghmans   | Maria Teresa Motta | Barbara Claßen Karin Posch          |

## Medailleklassement
| Plaats | Land                     | Goud | Zilver | Brons | Totaal |
| 1      | Verenigd Koninkrijk      | 3    | 1      | 1     | 5      |
| 2      | Italië                   | 2    | 2      | 1     | 5      |
| 3      | België                   | 2    | –      | –     | 2      |
| 4      | Oostenrijk               | 1    | –      | 5     | 6      |
| 5      | Frankrijk                | –    | 3      | 3     | 6      |
| 6      | Bondsrepubliek Duitsland | –    | 2      | 4     | 6      |
| 7      | Nederland                | –    | –      | 2     | 2      |
|        | Totaal                   | 8    | 8      | 16    | 32     |